# The Art Institute of Seattle
The Art Institute of Seattle (AIS) – komercyjna szkoła artystyczna i kulinarna z siedzibą w Seattle w stanie Waszyngton. Była ona jednym z wielu członków The Art Institutes, franczyzy komercyjnych uczelni artystycznych z wieloma oddziałami w Ameryce Północnej, należąca i zarządzana przez Education Management Corporation (EDMC). EDMC było właścicielem uczelni od 1982 do 2017, kiedy to w obliczu poważnych problemów finansowych i spadku liczby studentów firma sprzedała The Art Institute of Seattle wraz z 30 innymi szkołami artystycznymi Dream Center Education, organizacji z siedzibą w Los Angeles w stanie Kalifornia.
Fundacja Dream Center nabyła szkołę w 2018, po czym zwolniła dziesięciu z trzynastu pełnoetatowych nauczycieli w październiku tego samego roku. Washington Student Achievement Council (WSAC) zawiesiło licencję uczelni na dalszą działalność, co zablokowało możliwość przyjmowania nowych studentów.
The Art Institute of Seattle zostało zamknięte 8 marca 2019, a 650 uczniów nie miało możliwości ukończenia kwartału zimowego. Studenci zostali zmuszeni do odzyskania papierowych kopii swoich dokumentów w ciągu ostatniego dnia i otrzymali stypendia oraz możliwość dokończenia zajęć na innych pobliskich uniwersytetach, w tym na Seattle Pacific University.

## Historia

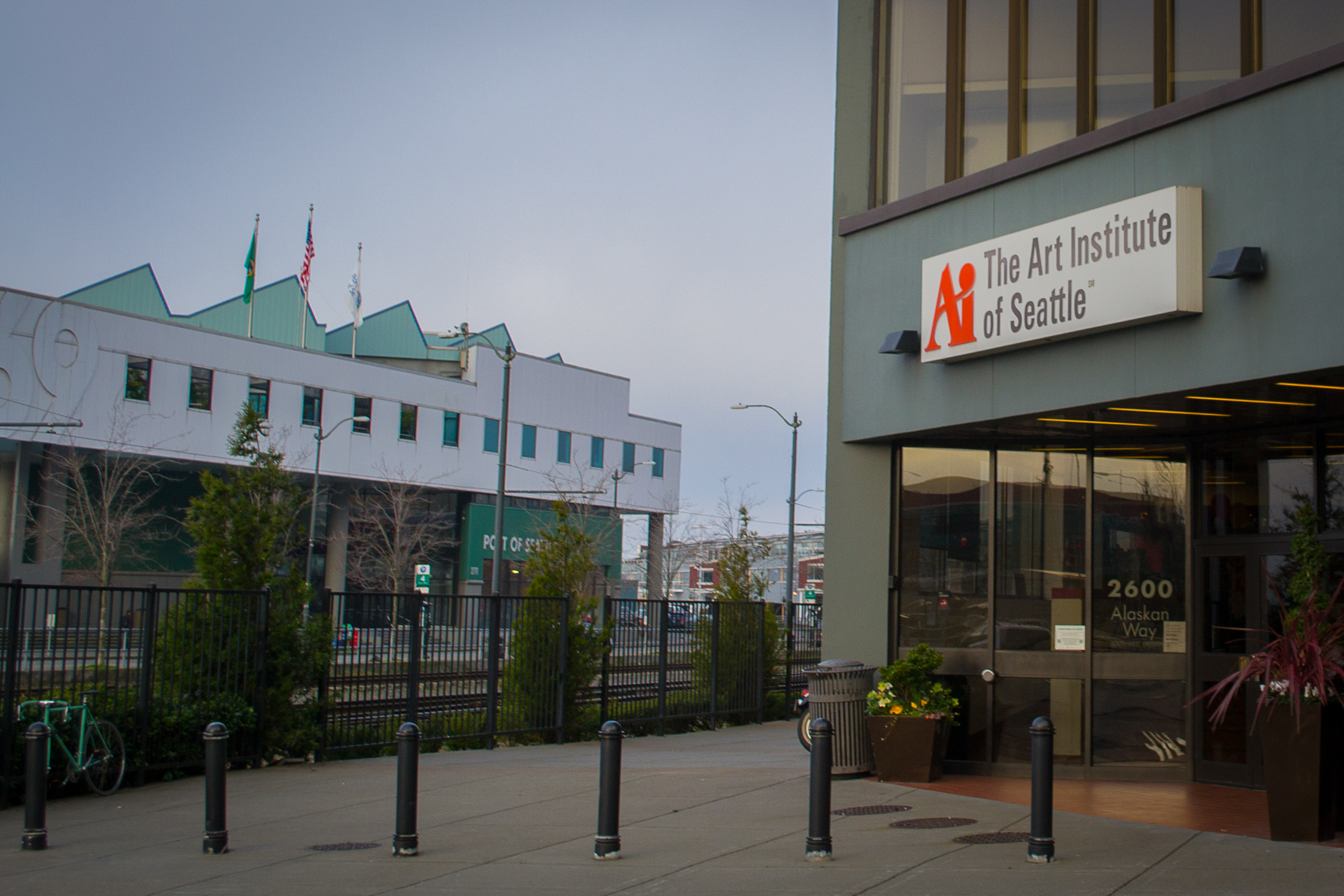
The Art Institute of Seattle (2013)

Szkoła The Art Institute of Seattle mieściła się w kilku budynkach w pobliżu nabrzeża Elliott Bay w dzielnicy Belltown w centrum Seattle w stanie Waszyngton, w otoczeniu wielu miejskich studiów projektowych, restauracji i biur korporacyjnych. Została założona w 1946 jako Burnley School for Art, natomiast w 1982 przemianowano ją na The Art Institute of Seattle.
W 1946 Edwin Burnley założył Burnley School of Art and Design. Otwarcie placówki miało miejsce pod koniec II wojny światowej, w 1947. Pod koniec lat 40. XX wieku szkoła zmieniła nazwę na The Burnley School of Professional Art. W 1959 Jess Cauthorn odkupił od Burnleya placówkę, którą zarządzał razem ze swoją żoną do 1982, kiedy to odsprzedał ją spółce zależnej Education Management Corporation (EDMC). Szkoła stała się członkiem The Art Institutes i zmieniła nazwę na The Art Institute of Seattle. W tym samym roku Cauthorn został pierwszym prezydentem uczelni.
W 1984 organizacja non-profit Accrediting Commission of Career Schools and Colleges (ACCSC) akredytowała placówkę. W tym samym roku Cauthorn ustąpił ze stanowiska, a jego miejsce zajął George Pry, którego powołano 23 maja. W 1985 siedzibę szkoły przeniesiono z 905 East Pine Street na 2323 Elliott Avenue w Seattle. Jesienią 1985 The Art Institute of Seattle uzyskało pełną akredytację ze strony National Association of Trade & Technical Schools.
W 1986 The Art Institute of Seattle było jedną z ośmiu szkół wchodzących w skład The Art Institutes. W październiku 1989 nowym prezydentem uczelni został Hal Griffith, który piastował to stanowisko przez nieco ponad rok (13 miesięcy). W listopadzie 1990 nowym prezydentem został David Pauldine. Pełnił on wspomnianą funkcję do grudnia 1993, kiedy to został zastąpiony tymczasowo przez Lewa Bendera. W lutym 1994 na prezydenta placówki wybrano Lessa Pritcharda.
W 1999 Timothy Schutz objął obowiązki prezydenta. W tym samym roku Northwest Commission on Colleges and Universities (NWCCU), instytucjonalna jednostka akredytująca uznawana przez Council for Higher Education Accreditation (CHEA) oraz United States Department of Education (ED), przyznała szkole akredytację regionalną. Cztery lata później funkcję prezydenta objęła Shelly C. Dubois. Uczelnia uzyskała również od Council for Interior Design Accreditation (CIDA) akredytację na poziomie maturalnym, dzięki czemu miała możliwość oferowania programów prowadzących do uzyskania tytułu Bachelor of Fine Arts.
W kolejnych latach funkcję prezydenta placówki piastowały Barbara Singer (2009), Elden Monday (2010) i Lindsey Morgan (2018). 8 marca 2019 The Art Institute of Seattle zostało zamknięte.

## Prezydenci i dziekani
Opracowano na podstawie materiału źródłowego:
- 1946: Edwin Burnley (założyciel i pierwotny właściciel Burnley School of Art and Design)
- 1959: Jess Cauthorn (prezydent; zakupił uczelnię od Burnleya i zmienił nazwę na The Burnley School of Professional Arts)
- 1984: George Pry (prezydent), Daniel J. Lafferty (dziekan)
- 1989: Hal Griffith (prezydent), Daniel J. Lafferty (dziekan)
- 1990: David Pauldine (prezydent), Daniel J. Lafferty (dziekan)
- 1993: Lew Bender (tymczasowy zastępca Pauldine’a), Daniel J. Lafferty (dziekan)
- 1994: Less Pritchard (prezydent), Daniel J. Lafferty (dziekan)
- 1999: Timothy T. Shutz (prezydent), Daniel J. Lafferty (dziekan)[14]
- 2003: Shelly C. Dubois (prezydent), Pamela Goad (dziekan)[15]
- 2009: Barbara Singer (prezydent), Joan Bouillon (dziekan)
- 2010: Elden Monday (prezydent), Scott Carnz (dziekan)
- 2018: Lindsey Morgan (prezydent)[3]

## Znani absolwenci
- Gina Mazany – zawodniczka MMA[17].

## Dodatkowe informacje
- Jak podają niektóre źródła (choć brak oficjalnego potwierdzenia), w 1913, w nieistniejącym dziś Burnley School, miało dojść do tragicznego incydentu. W wyniku upadku ze stromych schodów na tyłach szkoły, śmierć poniósł uczeń liceum. W 1960, podczas jednej z imprez studenckich, uczniowie jak i pracownicy twierdzili, iż byli świadkami niecodziennych zdarzeń. Przyznawali, że słyszeli między innymi dziwne odgłosy (m.in. sączenia kawy i kroków), samoistne otwieranych drzwi, a także obserwowali poprzestawiane lub ułożone w stos meble. Świadkowie utrzymywali również, że miał się im objawić młody mężczyzna. Przyjęto hipotezę, że jest to duch wspomnianego ucznia, który zmarł w wyniku upadku ze schodów. Nazwano go imieniem Burnley. Wielu studentów otwarcie przyznawało, że mieli z nim do czynienia. W latach 60. podjęto kilka seansów spirytystycznych; jedna z takich sesji została przerwana przez głośny huk w łazience na piętrze, gdzie śledczy znaleźli zbite okno i dużych rozmiarów kamień (zbyt ciężki, by można go było wrzucić z alejki poniżej okna). Listy pisane rzekomo przez medium pod kierownictwem ducha zaprowadziły śledczych do piwnicy szkoły i dziury, do której wspomniany kamień idealnie pasował. Dalsze wykopaliska odkryły szkielet małego zwierzęcia, ale nie znaleziono innych wskazówek[18].
- W listopadzie 1989 uczelnia wyreżyserowała pierwszą wersję teledysku do singla „We Die Young” (1990) zespołu muzycznego Alice in Chains[19][20], a także wykonywała plakaty koncertowe dla grupy w 1989[21].